# ロフタス・ベッカー
ロフタス・ユージーン・ベッカー（Loftus Eugene Becker、1911年4月29日 - ）は、アメリカ合衆国のドイツ系アメリカ人弁護士。

## 生涯
1911年4月29日、ベッカーはニューヨーク州バッファローにおいて、ルーベン・エズラ・ベッカー (Reuben Ezra Becker) とエレン・ギルマーティン (Ellen Gilmartin) の息子として誕生した。ベッカーはハーバード大学で学び、法科大学院を卒業した。
ベッカーはニューヨーク市内で弁護士業を営んだ。第二次世界大戦後は自身のルーツであるドイツ国内のニュルンベルク裁判で軍事顧問を務めた。1951年11月29日、ベッカーは中央情報副長官ウィリアム・ジャクソンとのコネクションにより、アメリカ中央情報局に参加した。ベッカーは1952年1月に中央情報局において初代情報担当次官となり、続いて中央情報長官補佐官と工作担当次官に就任した。ベッカーは1953年2月に中央情報局を辞職した。
中央情報局退職後、ベッカーはワシントンD.C.で弁護士業を営んだ。ベッカーは法律事務所カーヒル・ゴードン・レインデル・オールで共同経営者となった。1957年5月、ベッカーはドワイト・アイゼンハワー大統領から国務省法律顧問に指名された。ベッカーはこれを受諾し、1959年8月まで国務省法律顧問を務めた。

## 家族
1933年12月25日、ベッカーはペンシルベニア州ピッツバーグにおいて、エレン・ヴァンダーヴォート (Ellen VanderVoort) と結婚した。2人の間には子供が2人生まれた。